# Набока Іван Лукич
Набока Іван Лукич (нар. 22 липня 1894, Конотоп — пом. після 1931, невідомо) — український військовий діяч, сотник Армії УНР. Лицар Залізного хреста УНР та Хреста Симона Петлюри.

## Життєпис
Іван Набока народився 22 липня 1894 року у Конотопі.
15 травня 1918 року Іван Набока добровільно вступив до Армії УНР. Став учасником Першого зимового походу під час Радянсько-української війни. Був нагороджений Залізним Хрестом УНР «За Зимовий похід і бої» № 342. У 1920 році Іван Лукич служив командиром 1-ї сотні 3-го кінного полку Окремої кінної дивізії. По завершенні збройної боротьби армії УНР сотник був інтернований у польському таборі Вадовиці.
З 1925 року Набока мешкав у Франції. Там Іван Лукич став членом Товариства бувших вояків Армії УНР у Франції. Був нагороджений Хрестом Симона Петлюри № 1152.
Подальша доля невідома.